# Carmine Coppola
Carmine Valentino Coppola (ur. 11 czerwca 1910 w Nowym Jorku, zm. 26 kwietnia 1991 w Northridge) – kompozytor filmowy z rodziny włoskich imigrantów.

## Filmografia
kompozytor
- Serca ciemności (1991)
- Ojciec chrzestny III (1990)
- Blood Red (1989)
- Nowojorskie opowieści (1989)
- Tucker. Konstruktor marzeń (1988)
- Kamienne ogrody (1987)
- Wyrzutki (1983)
- Faerie Tale Theatre (1982-1987)
- Czarny rumak (1979)
- Czas apokalipsy (1979)
- Godfather: A Novel for Television, The (1977)
- Last Day, The (1975)
- Ojciec chrzestny II (1974)
- Ojciec chrzestny (1972)
- People, The (1972)
- Ludzie z deszczu (1969)
- Tonight for Sure (1962)
- Napoléon (1927)

aktor
- Music of Apocalypse Now, The (zdjęcia archiwalne, on sam) (2006)
- Godfather Family: A Look Inside, The (niewymieniony w czołówce, on sam) (1990)
- Nowojorskie opowieści jako Uliczny muzyk (1989)
- Ten od serca jako łącznik w windzie (1982)
- Harry i Walter jadą do Nowego Jorku jako konduktor (1976)
- Ojciec chrzestny jako pianista (niewymieniony w czołówce) (1972)

## Nagrody
- Oscar za najlepszą muzykę oryginalną do dramatu (Ojciec chrzestny II) – 1975
- Złoty Glob za najlepszą muzykę (Czas Apokalipsy) – 1980
- Nominacja do Złotego Globu za najlepszą muzykę (Czarny Rumak) – 1980
- Nominacja do Złotego Globu za najlepszą muzykę (Ojciec chrzestny III) – 1991
- Nominacja do nagrody BAFTA za najlepszą muzykę filmową (Czas Apokalipsy) – 1980

## Rodzina
Carmine Coppola zapoczątkował pokolenie filmowców w swojej rodzinie. Wraz z żoną Italią miał troje dzieci, z których dwoje związanych jest z filmem: 
- Francis Ford Coppola – reżyser (żona aktorka, syn i córka aktorzy)
- Talia Shire – aktorka (mąż reżyser, syn aktor)